# Siamo fuori
Siamo fuori è un programma televisivo in onda dal lunedì al venerdì sulla rete televisiva svizzera RSI LA1, condotto da Carlotta Gallino con la partecipazione di Davide Riva e Christian Frapolli.

## Il programma
Il programma è nato in sostituzione del programma Filo Diretto andato in onda fino a giugno 2021, sulla stessa rete.
La missione del programma è quella di raccontare tutti i giorni il territorio della Svizzera Italiana, le persone che la vivono raccontando le loro storie, scoprire e riscoprire storia e tradizioni del Paese, anche enogastronomiche.
La terza edizione parte il 28 agosto 2023 in diretta da Chiasso e dà il via a 20 puntate intitolate "Siamo tutti fuori" dove tutto il team della trasmissione si trova direttamente nel comune interessato nel corso della puntata. 

## Edizioni
| Edizione | Titolo            | Anno      | Conduzione       | Conduzione  | Conduzione         | Inizio           | Fine           |
| -------- | ----------------- | --------- | ---------------- | ----------- | ------------------ | ---------------- | -------------- |
| 1ª       | Siamo fuori       | 2021-2022 | Carlotta Gallino | Davide Riva | Christian Frapolli | 4 ottobre 2021   | 10 giugno 2022 |
| 2ª       | Siamo fuori       | 2022-2023 | Carlotta Gallino | Davide Riva | Christian Frapolli | 5 settembre 2022 | 16 giugno 2023 |
| 3ª       | Siamo tutti fuori | 2023-2024 | Carlotta Gallino | Davide Riva | Christian Frapolli | 28 agosto 2023   | in corso       |

## Programmazione
| Edizione | Rete televisiva | Anno      | Programmazione | Programmazione | Programmazione | Programmazione | Programmazione | Programmazione | Programmazione | Collocazione |
| Edizione | Rete televisiva | Anno      | L              | M              | M              | G              | V              | S              | D              | Collocazione |
| -------- | --------------- | --------- | -------------- | -------------- | -------------- | -------------- | -------------- | -------------- | -------------- | ------------ |
| 1ª       | RSI LA1         | 2021-2022 |                |                |                |                |                |                |                | Day-time     |
| 2ª       | RSI LA1         | 2022-2023 |                |                |                |                |                |                |                | Day-time     |
| 3ª       | RSI LA1         | 2023-2024 |                |                |                |                |                |                |                | Day-time     |